# Chính trị Cộng hòa Dân chủ Nhân dân Triều Tiên

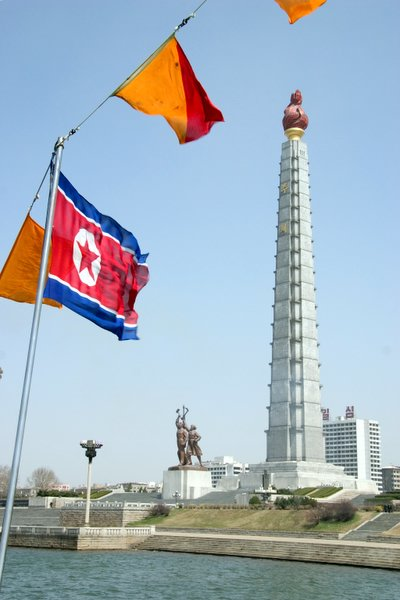
Tháp Chủ Thể biểu tượng của tư tưởng chính thức: Juche.

Chính trị của Triều Tiên diễn ra trong khuôn khổ triết lý chính thức của nhà nước, Juche, một khái niệm được tạo ra bởi Hwang Jang-yop và sau đó là do Kim Il-sung. Lý thuyết Juche là niềm tin rằng thông qua sự tự lực và một nhà nước độc lập mạnh mẽ, chủ nghĩa xã hội đích thực có thể đạt được
Hệ thống chính trị của Triều Tiên được xây dựng theo nguyên tắc tập trung hóa. Trong khi Hiến pháp Triều Tiên chính thức bảo đảm bảo vệ quyền con người,  trong thực tế có những giới hạn nghiêm trọng đối với tự do ngôn luận, và chính phủ giám sát chặt chẽ cuộc sống của công dân Triều Tiên. Hiến pháp định nghĩa CHDCND Triều Tiên là "một chuyên chính dân chủ nhân dân" dưới sự lãnh đạo của Đảng Lao động Triều Tiên (WPK), được trao quyền tối cao pháp lý đối với các đảng phái chính trị khác.
WPK là đảng cầm quyền của Triều Tiên. Nó đã nắm giữ quyền lực kể từ khi nó được thành lập vào năm 1948. Hai đảng chính trị nhỏ cũng tồn tại, nhưng về mặt pháp lý thì phải chấp nhận vai trò cầm quyền của WPK. Họ cùng với WPK, hợp thành  Mặt trận Dân chủ Thống nhất của Tổ quốc (DFRF). Các cuộc bầu cử chỉ diễn ra trong các cuộc đua ứng cử viên đơn nơi ứng cử viên được lựa chọn trước bởi WPK.
Ngoài các Đảng, có hơn 100 tổ chức đoàn thể do Đảng Lao động Triều Tiên kiểm soát. Những người không phải là Đảng viên được yêu cầu tham gia một trong những tổ chức này. Trong đó, những tổ chức quan trọng nhất là Đoàn Thanh niên Kim Nhật Thành,  Liên đoàn Phụ nữ Dân chủ Triều Tiên, Tổng Liên đoàn Công đoàn Triều Tiên, và Liên hiệp công nhân Nông nghiệp Triều Tiên.  Bốn tổ chức này cũng là thành viên DFRF.
Kim Il-sung lãnh đạo đất nước này từ năm 1948 đến khi qua đời vào tháng 7/1994, giữ các chức danh Tổng bí thư từ 1949 đến 1994 (được gọi là Chủ tịch Trung ương Đảng trong khoảng 1949 đến 1972), Thủ tướng từ 1948 đến 1972 và Chủ tịch nước từ 1972 đến 1994. Ông được kế nhiệm bởi người con trai là, Kim Jong-il. Trong khi Kim Jong-il là người kế nhiệm cha của ông kể từ những năm 1980, phải mất đến ba năm để ông củng cố quyền lực của mình. Ông được bổ nhiệm vào vị trí Tổng bí thư của cha ông vào năm 1997,  và năm 1998 trở thành Chủ tịch Ủy ban Quốc phòng (NDC), là người chỉ huy tối cao của lực lượng vũ trang., Hiến pháp được sửa đổi để đưa chức vụ này vào vị trí quyền lực tối cao của ban lãnh đạo Triều Tiên. Đồng thời, vị trí Chủ tịch nước được quy định lại trong hiến pháp Kim Il-sung được suy tôn là "Chủ tịch nước vĩnh viễn ", tức là Kim Il-sung là Chủ tịch nước duy nhất mãi mãi và Triều Tiên sẽ không bầu chọn người kế nhiệm. Vì vậy, Kim Jong-il khi kế nhiệm cha ông, ông được bầu chọn vào chức Tổng bí thư của Đảng và Chủ tịch Ủy ban Quốc phòng thay vì Chủ tịch nước (vốn là chức vụ cao nhất về mặt nhà nước), quyền hạn và công việc của Chủ tịch nước được giao lại cho Chủ tịch Quốc hội Kim Yong-nam, bao gồm cả quyền Nguyên thủ quốc gia, nhưng người nắm giữ quyền lực tối cao vẫn là Kim Jong-il thay vì Chủ tịch Quốc hội Kim Yong-nam. Sau khi, Kim Jong-il qua đời, cũng giống như cha ông, Hiến pháp được sửa đổi và chức Tổng bí thư được xóa bỏ để suy tôn Kim Jong-il là " Tổng bí thư vĩnh viễn ", còn chức vụ quyền lực nhất Chủ tịch Ủy ban Quốc phòng được trao cho người kế nhiệm Kim Jong Un. Hiện tại, Kim Jong Un đang lãnh đạo Triều Tiên với chức Chủ tịch Ủy ban Quốc phòng Đảng Lao Động Triều Tiên còn gọi là Ủy viên Trưởng Ủy ban Quốc vụ Triều Tiên.
Hầu hết các nhà phân tích tin rằng danh hiệu là một sản phẩm của sùng bái cá nhân gia tộc họ Kim xây dựng trong suốt 60 năm cầm quyền.
Thế giới phương Tây nói chung nhìn Triều Tiên là một chế độ độc tài; chính phủ đã chính thức thay thế tất cả các tài liệu tham khảo về chủ nghĩa Mác - Lênin trong hiến pháp của nó với khái niệm phát triển địa phương của Juche, hoặc tự lực. Trong những năm gần đây, đã có sự nhấn mạnh rất lớn vào triết lý Songun hoặc "quân đội đầu tiên". Tất cả các tài liệu tham khảo về chủ nghĩa cộng sản đã được gỡ bỏ khỏi Hiến pháp CHDCND Triều Tiên năm 2009.
Tình trạng của quân đội đã được tăng cường, và nó dường như chiếm trung tâm của hệ thống chính trị Triều Tiên; tất cả các ngành xã hội đều bị buộc phải theo tinh thần quân đội và áp dụng các biện pháp quân sự. Hoạt động công cộng của Kim Jong-il tập trung chủ yếu vào "hướng dẫn tại chỗ" về địa điểm và sự kiện liên quan đến quân đội.Tình hình nâng cao của hệ thống chính trị quân sự và quân đội làm trung tâm đã được khẳng định tại kỳ họp thứ nhất của Hội đồng Nhân dân Tối cao lần thứ 10 thông qua việc thúc đẩy các thành viên của NDC vào hệ thống quyền lực chính thức. Tất cả 10 thành viên của NDC đều được xếp hạng trong top 20 vào ngày 5/9, và tất cả đều nằm trong top 20 tại kỷ niệm 50 năm ngày thành lập đất nước vào ngày 9/9.

## Đảng phái chính trị và bầu cử
Theo Hiến pháp Triều Tiên, đất nước này là một nước cộng hòa dân chủ và Hội đồng Nhân dân Tối cao (SPA) và Hội đồng Nhân dân tỉnh (PPA) được bầu  cử tri bầu trực tiếp và bỏ phiếu kín. Tất cả công dân từ 17 tuổi trở lên được đảm bảo quyền lợi. Trong thực tế, các cuộc bầu cử ở Triều Tiên không có tính cạnh tranh và chỉ có các cuộc đua ứng viên duy nhất. Những người muốn bỏ phiếu chống lại ứng cử viên duy nhất trên lá phiếu phải đi đến một quầy đặc biệt - không có bí mật - để loại bỏ tên của ứng cử viên trước khi bỏ nó vào thùng phiếu—một hành động, theo nhiều người đào thoát Triều Tiên, là quá nguy hiểm thậm chí còn phải suy ngẫm.
Tất cả các ứng cử viên được bầu là thành viên của Mặt trận Dân chủ Thống nhất của Tổ quốc (DFRF), một mặt trận phổ biến chiếm ưu thế bởi Đảng Lao động Triều Tiên (WPK). Hai đảng nhỏ trong liên minh là Đảng Thanh hữu Thiên đạo và Đảng Dân chủ Xã hội Triều Tiên; họ cũng có một vài quan chức được bầu cử. WPK thực hiện kiểm soát trực tiếp đối với các ứng viên được bầu chọn bởi các thành viên của hai bên kia.

## Tư tưởng chính trị
Là một đồng minh thân cận của Liên Xô thời Stalin, CHDCND Triều Tiên đã ngày càng nhấn mạnh Juche, một hệ tư tưởng về sự tự lực xã hội chủ nghĩa chứ không phải chủ nghĩa Mác - Lênin. Juche  được tôn vinh như một hệ tư tưởng chính thức khi quốc gia này thông qua một hiến pháp mới vào năm 1972. Năm 2009, hiến pháp đã được sửa đổi một lần nữa, lặng lẽ loại bỏ các trích dẫn ngắn gọn về chủ nghĩa cộng sản (tiếng Triều Tiên: 공산주의). Tuy nhiên, Triều Tiên vẫn tiếp tục coi mình như một phần của phong trào cánh tả trên toàn thế giới. Đảng Lao động duy trì mối quan hệ với các đảng phái cánh tả khác, cử một phái đoàn tham dự Hội nghị quốc tế của các đảng Cộng sản và Công nhân. Triều Tiên có quan hệ mật thiết với Cuba; năm 2016, chính phủ Triều Tiên tuyên bố để tang ba ngày cho Fidel Castro.

## Sự phát triển chính trị

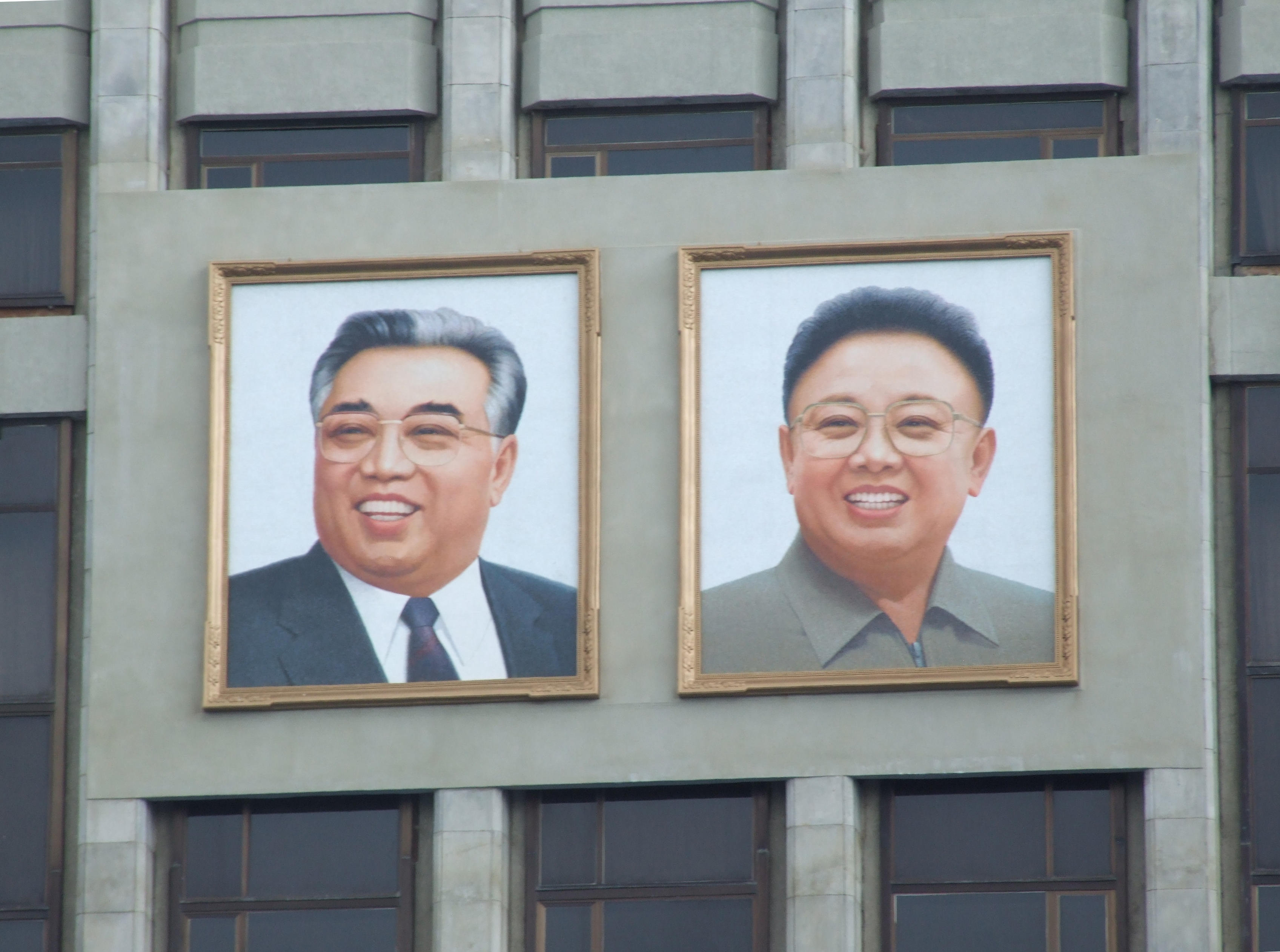
Portraits of the Eternal President, Kim Il-sung (left), and the Eternal General Secretary of the Workers' Party, Kim Jong-il (right).

Trong phần lớn lịch sử, chính trị Triều Tiên bị chi phối bởi mối quan hệ thù địch với Hàn Quốc. Trong Chiến tranh Lạnh, Triều Tiên đã liên kết với Liên bang Xô viết và Cộng hòa Nhân dân Trung Hoa. Chính phủ Triều Tiên đầu tư vào quân đội, hy vọng phát triển khả năng thống nhất bán đảo Triều Tiên bằng vũ lực nếu có thể và cũng chuẩn bị để đẩy lùi bất cứ cuộc tấn công nào của Hàn Quốc hay Mỹ. Theo học thuyết của Juche, Triều Tiên hướng mục tiêu một mức độ độc lập kinh tế cao và huy động tất cả các nguồn lực của quốc gia để bảo vệ chủ quyền của Triều Tiên chống lại quyền lực nước ngoài.
Sau sự sụp đổ của Liên Xô vào đầu những năm 1990 và mất viện trợ của Liên Xô, Triều Tiên phải đối mặt với một giai đoạn khủng hoảng kinh tế kéo dài, bao gồm sự thiếu hụt nông nghiệp và công nghiệp nặng. Vấn đề chính trị chính của Triều Tiên là tìm cách để duy trì nền kinh tế mà không ảnh hưởng đến sự ổn định nội bộ của chính phủ hoặc khả năng phản ứng trước các mối đe dọa từ bên ngoài. Cho đến nay, các nỗ lực của Triều Tiên nhằm cải thiện quan hệ với Hàn Quốc nhằm tăng cường thương mại và nhận được viện trợ phát triển đã thành công nhẹ nhàng, nhưng quyết tâm phát triển vũ khí hạt nhân và tên lửa đạn đạo của Triều Tiên đã ngăn cản mối quan hệ ổn định với cả Hàn Quốc và Hoa Kỳ. Triều Tiên cũng đã thử nghiệm kinh tế thị trường ở một số khu vực của nền kinh tế, nhưng những điều này đã có những tác động hạn chế. Một số nhà quan sát bên ngoài đã gợi ý rằng chính Kim Jong-il ủng hộ những cải cách như vậy nhưng một số phần của đảng và quân đội đã chống lại bất kỳ thay đổi nào có thể đe dọa sự ổn định của Triều Tiên.
Mặc dù có những báo cáo thường xuyên về những dấu hiệu phản đối chính phủ, nhưng chúng dường như bị cô lập, và không có bằng chứng về các mối đe dọa nội bộ chính đối với chính phủ hiện tại. Một số nhà phân tích nước ngoài đã chỉ ra sự đói nghèo lan rộng, sự gia tăng di cư qua biên giới Triều Tiên và Trung Quốc, và các nguồn thông tin mới về thế giới bên ngoài cho những người Triều Tiên bình thường như là những yếu tố dẫn đến sự sụp đổ của chế độ. Tuy nhiên, CHDCND Triều Tiên vẫn giữ được ổn định mặc dù đã có hơn một thập niên dự đoán. Đảng Lao động Triều Tiên duy trì sự độc quyền về quyền lực chính trị và Kim Jong-il vẫn là lãnh đạo của đất nước cho đến năm 2011, kể từ khi ông giành được quyền lực sau cái chết của cha mình.
Theo Ching-Chong-Chang của Sejong Institute, phát biểu vào ngày 25 tháng 6 năm 2012, có một số khả năng rằng lãnh đạo mới Kim Jong-un, người có mối quan tâm lớn hơn đối với phúc lợi của người dân và tham gia vào sự giao lưu lớn hơn với họ hơn cha ông đã làm, sẽ xem xét cải cách kinh tế và bình thường hóa quan hệ quốc tế.

## Hệ thống chính trị
1. Đảng Lao động Triều Tiên: là lực lượng chính trị duy nhất nắm quyền lãnh đạo Triều Tiên từ khi thành lập cho đến nay, cơ quan đầu não giữa 2 kỳ Đại hội Đảng là Ủy ban Trung ương Đảng. Ông Kim Nhật Thành từng là Chủ tịch Đảng, và ông Kim Jong-il từng là Tổng bí thư của Ủy ban Trung ương. Cả hai chức vụ này đã bị xóa bỏ sau khi ông Kim Jong-il qua đời, và thay thế bằng chức vụ Bí thư thứ nhất Ủy ban Trung ương Đảng với ông Kim Jong-un. Từ năm 2016, chức vụ Chủ tịch Đảng mới được quay trở lại. Và ông Kim Jong-un cũng đồng thời là Chủ tịch Ủy ban quân sự Trung ương - cơ quan lãnh đạo các tổ chức đảng trong Quân đội Nhân dân Triều Tiên.
2. Hội đồng Nhân dân Tối cao: tức Quốc hội đơn viện Triều Tiên, cơ quan thường trực của nó là Ủy ban Thường vụ Hội đồng Nhân dân Tối cao gồm Ủy viên trưởng, các Phó Ủy viên trưởng và các ủy viên. Trước 2019, Ủy viên trưởng Ủy ban thường vụ đảm nhiệm một số vai trò nhiệm vụ của vị trí Nguyên thủ quốc gia sau khi xóa bỏ chức vụ Chủ tịch nước và hợp nhất chức năng của Chủ tịch nước với Ủy ban Thường vụ Hội đồng Nhân dân Tối cao. Sau khi ban hành Hiến pháp mới đầu năm 2019, vai trò của Nguyên thủ quốc gia được chuyển giao cho Ủy viên trưởng Ủy ban Quốc vụ trực thuộc Quốc hội với ông Kim Jong-un làm Ủy viên trưởng. Sau cuộc bầu cử đầu năm 2019, Nghị trưởng Hội đồng Nhân dân Tối cao hiện nay là ông Pak Thae Song. Và Ủy viên trưởng Ủy ban Thường vụ Hội đồng Nhân dân Tối cao là ông Choe Ryong-hae
3. Nội các: điều hành công việc hàng ngày của đất nước, đứng đầu là Tổng lý, hiện nay là ông Kim Jae-ryong.

## Xem Thêm
- Kim Jong-il
- Kim Jong-un
- Chính phủ Triều Tiên